# ロード・オブ・クエスト ドラゴンとユニコーンの剣
『ロード・オブ・クエスト ドラゴンとユニコーンの剣』（原題: Your Highness）は、デヴィッド・ゴードン・グリーン監督による2011年のファンタジー・コメディ映画である。2009年夏から10月にかけて北アイルランドで撮影が行われ、2011年4月8日に公開された。
日本では劇場未公開となり、2012年4月25日にDVDとBlu-rayが発売された。

## キャスト
| 役名       | 俳優                   | 日本語吹替 |
| ---------- | ---------------------- | ---------- |
| サディアス | ダニー・マクブライド   | 小山力也   |
| ファビアス | ジェームズ・フランコ   | 高橋広樹   |
| イザベル   | ナタリー・ポートマン   | 坂本真綾   |
| ベラドンナ | ズーイー・デシャネル   | 本名陽子   |
| コートニー | ラスマス・ハーディカー |            |
| ジュリー   | トビー・ジョーンズ     | 後藤哲夫   |
| リザー     | ジャスティン・セロー   | 咲野俊介   |
| タリアス王 | チャールズ・ダンス     |            |
| ボレモント | ダミアン・ルイス       |            |

## 評価
Rotten Tomatoesでは162件の評論家レビューで26%の支持率となった。リチャード・ローパーは「C+」評定とし、いくつかのユーモアを認めたうえで、アクションシーンと特殊効果を批判した。Salon.comのアンドリュー・オヘアはより否定的で、「『ロード・オブ・クエスト』を見た後の数時間の間、私はこれが史上最低の映画ではないかと検討した」と書いた。ロジャー・イーバートとピーター・トラヴァースはそれぞれ4つ星満点で1つ星を与えた。『タイム』のメアリー・ポルスは2011年の最低映画トップ10の1つに挙げた。
第32回ゴールデンラズベリー賞ではジェームズ・フランコが最低助演男優賞にノミネートされた。